# Tadeusz Kraus
Tadeusz Kraus (Třinec, 22 de outubro de 1932 - 31 de outubro de 2018) foi um ex-futebolista e treinador checo, que atuava como atacante.

## Carreira
Tadeusz Kraus fez parte do elenco da Seleção Tchecoslovaca de Futebol que disputou a Copa do Mundo de 1954 e 1958.

## Ligações Externas
- Perfil em FIFA.com (em inglês)